# 完颜习古乃
完颜习古乃（?—?），金朝将领。亦作實古乃、实古迺、石古乃、习古迺。女真人。
辽天祚帝天庆四年（1114年），完颜习古乃与蜀王完顏銀朮可出使辽朝索要逃人阿疏，探得虚实。见辽国政事荒怠，回去之后说辽政腐败，建议阿骨打辽人可取，阿骨打始决意起兵伐辽。金太祖天辅六年（1122年），辽朝萧德妃从古北口出奔，奉命追击，没有追上。后为临潢府军帅。讨平迭剌部，留领诸部。金太宗天会元年（1123年），赐给他空名宣头及银牌，允许他能根据情况自主授予他人。俘获辽许王莎逻、驸马都尉萧乙辛。攻下黄龙府，在白马泊（在今吉林省农安县附近）击败辽军。从都统完颜杲克中京（今内蒙古自治区宁城县大明城）。抚乌古迪烈部降民，建议朝廷赐给他庞葛城之地，听任他垦殖。天会六年（1128年）奉命安置完颜慎思等部户籍。天会十年（1132年），为东南路都统，移治东京（今辽宁省辽阳市），镇抚高丽国。为金开国功臣之一。

## 延伸阅读
[在维基数据编辑]
 《金史·卷72》，出自脱脱《遼史》